# Guo Li
Guo Li (chinesisch 呙俐; * 11. Mai 1993 in Nanjing) ist eine chinesische Synchronschwimmerin.

## Erfolge
Guo Li begann 2001 mit dem Synchronschwimmen und gewann bei den Weltmeisterschaften 2011 in Shanghai ihre erste internationale Medaille mit Silber in der freien Kombination mit der Mannschaft. Bei den Asienspielen 2014 in Incheon sicherte sie sich sowohl im Mannschaftswettbewerb als auch in der Kombinationskonkurrenz jeweils vor Japan sowie Nordkorea bzw. Kasachstan die Goldmedaille. Drei Medaillengewinne folgten ein Jahr darauf bei den Weltmeisterschaften in Kasan. In den Mannschaftskonkurrenzen des freien und des technischen Programms sowie in der Kombination belegte die chinesische Mannschaft mit Guo den jeweils zweiten Platz hinter der russischen Mannschaft. Bei den Olympischen Spielen 2016 in Rio de Janeiro ging Guo im Mannschaftswettbewerb an den Start. In diesem erzielten die Chinesinnen 192,9841 Punkte, womit sie wie schon 2012 hinter Russland mit 196,1439 Punkten Zweite wurden. Den dritten Platz belegte Japan mit 189,2056 Punkten. Neben Guo erhielten Gu Xiao, Liang Xinping, Li Xiaolu, Sun Wenyan, Tang Mengni, Yin Chengxin, Zeng Zhen und Huang Xuechen Silber.
In Budapest wiederholte Guo bei den Weltmeisterschaften 2017 mit der chinesischen Mannschaft die zweiten Plätze im technischen und im freien Programm der Mannschaftskonkurrenz. Besser verlief die Kombination, in der die Chinesinnen vor der Ukraine und Japan Weltmeisterinnen wurden. Bei den Asienspielen 2018 in Jakarta gehörte Guo erneut zum chinesischen Kader und gewann mit diesem erneut die Goldmedaille. Auch 2019 war sie bei den Weltmeisterschaften in Gwangju wieder Teil der Mannschaft. Mit ihr wurde sie in der Kombination und im technischen bzw. freien Programm einmal mehr hinter der russischen Mannschaft Vizeweltmeisterin. Bei den 2021 ausgetragenen Olympischen Spielen 2020 in Tokio gewann Guo eine weitere olympische Silbermedaille. Mit der Mannschaft, zu der neben Guo noch Feng Yu, Liang Xinping, Huang Xuechen, Sun Wenyan, Wang Qianyi, Xiao Yanning und Yin Chengxin gehörten, erreichte sie 193,5310 Punkte und schloss den Wettkampf hinter Russland mit 196,0979 Punkten und vor der Ukraine mit 190,3018 Punkten auf Platz zwei ab.